# Kranggan (Manisrenggo)
Kranggan is een bestuurslaag in het regentschap Klaten van de provincie Midden-Java, Indonesië. Kranggan telt 1438 inwoners (volkstelling 2010).